# Vasco Alves Seco
Vasco Alves Seco (Porto Alegre, 4 de maio de 1898 — Rio de Janeiro, 16 de outubro de 1965) foi um militar brasileiro.
Foi ministro da Aeronáutica nos governos de Nereu Ramos, de 11 de novembro de 1955 a 31 de janeiro de 1956, e de Juscelino Kubitschek, de 31 de janeiro a 20 de março de 1956.

## Promoções
Foi declarado aspirante-a-oficial em 30 de dezembro de 1919; segundo-tenente em 15 de abril de 1920; primeiro-tenente em 7 de maio de 1921; capitão em 9 de fevereiro de 1928; major em 16 de junho de 1933; tenente-coronel em 7 de setembro de 1938; coronel em 20 de dezembro de 1941; brigadeiro em 20 de março de 1944; major-brigadeiro em 13 de setembro de 1950; tenente-brigadeiro em 7 de maio de 1960.